# 李從心
李從心（1556年—1630年），號了思、介石，直隸大名府南樂縣人，明朝政治人物。

## 生平
萬曆十九年（1591年）辛卯科順天府鄉試舉人。萬曆二十年（1592年），登壬辰科第三甲第二百二十二名進士。初授辰州府推官，二十七年升户部主事，歷升郎中，三十二年任平阳府知府，三十六年擢升陕西按察司副使，四十年二月升山西布政司右参政，岢岚兵备，四十三年八月升右布政使，照旧管事，丁忧归。四十七年五月起为陕西右布政使，天啓元年（1621年）九月升山东左布政使，二年四月升都察院右佥都御史、巡抚宁夏，三年十一月升兵部右侍郎兼右佥都御史、总督陕西三边军务，三年考满加升兵部尚書銜，五年九月升工部尚书总理河道，六年十一月以甘镇屡捷加恩太子太保，七年八月以殿工加升一级为少保。崇祯继位，十月以藩封大典，敘錄沿河效勞諸臣，加太子太師，陞廕一級，十二月改任户部尚书总督仓塲，未任，辞加銜，仍太子少保、户部尚书摄右侍郎事。崇祯二年（1629年）以阉党被削加銜并蔭襲。

## 家族
曾祖李靜；祖父李節，壽官；父李貫，壽官。